# مدرسة سوميت كنتري داي
مدرسة سوميت كنتري داي هي مدرسة خاصة، كاثوليكية رومانية، مختلطة من الحضانة إلى الصف الثاني عشر تقع في سينسيناتي، أوهايو. في عام 2021، بلغ عدد الطلاب المسجلين 1055 طالبًا تتراوح أعمارهم بين 18 شهرًا وحتى الصف الثاني عشر. على الرغم من أنها تقع داخل أبرشية سينسيناتي، إلا أن المدرسة يديرها مجلس الأمناء ومدير المدرسة.